# Cap d'un dimoni
Cap d'un dimoni és una escultura que es conserva al Conjunt històric d'Olèrdola, que forma part del Museu d'Arqueologia de Catalunya.

## Descripció
Cara d'un dimoni, d'aspecte grotesc, amb el rostre ennegrit, la boca oberta i la llengua enfora. La peça està feta de guix, modelada manualment, i té traces de pintura vermella a la boca i als ulls i negre a les galtes, colors que ressalten sobre el blanc de fons. Un espàrrec de ferro intern sosté el volum.
Aquesta peça formava part d'un conjunt de carasses similars, a més d'un cap d'un sant i el d'un d'angelet, que varen ser localitzades durant les obres de restauració de l'església romànica de Sant Miquel d'Olèrdola dutes a terme l'any 2007. El grup estava amagat dins un armariet litúrgic situat en un altell de la capella lateral nord, sota el cimbori. És probable que el dimoni i la resta de peces formessin part del retaule major dedicat a Sant Miquel Arcàngel documentat l'any 1421, substituït per un de nou el 1607, alhora reemplaçat per un altre l'any 1818.

## Iconografia
La figura de Sant Miquel Arcàngel està lligada amb la del dimoni, a qui combat com a àngel guerrer i cap dels exèrcits celestials i manté una lluita el dia del judici final per la pesada de les ànimes. Aquest tema, anomenat psicòstasi, ha estat abundantment representat en la iconografia romànica i gòtica. El cap de dimoni d'Olèrdola és de difícil catalogació estilística i cronològica, fet habitual en les peces de caràcter marcadament local i sense pretensions artístiques com correspon a una església parroquial amb una població dispersa. La proposta cronològica s'efectua basant-se en la cronologia de l'altell i la documentació proporcionada per les visites pastorals.